# Muzaki (gmina)
Muzaki (gr. Δήμος Μουζακίου, Dimos Muzakiu) – gmina w Grecji, w administracji zdecentralizowanej Tesalia-Grecja Środkowa, w regionie Tesalia, w jednostce regionalnej Karditsa. W 2011 roku liczyła 13 122 mieszkańców. Powstała 1 stycznia 2011 roku w wyniku połączenia dotychczasowych gmin: Muzaki, Pamisos i Itomi. Siedzibą gminy jest Muzaki.